# European White Knights of the Burning Cross
Der European White Knights of the Burning Cross (EWKotBC) ist ein europäischer Ableger des Ku-Klux-Klan. Nach eigenen Angaben hat der Klan Landesgruppen in Deutschland, England, Schweden, Frankreich, Österreich, Schweiz und Italien, die Gruppen haben amerikanische Bruderklans. Die kleine Splittergruppe wurde 2007 von dem Berliner Peter B. gegründet und bestand aus schätzungsweise 10 bis 24 Personen. Nach einem verlorenen Prozess kamen die Aktivitäten des deutschen Klanablegers zum Erliegen. Der Hauptsitz der European White Knights of the Burning Cross wird nach Matthew Feldman heute im Vereinigten Königreich verortet.

## Hintergrund
Versprengte Gründungen von Gruppen im Umfeld des US-amerikanischen KKK gab es bereits mehrere. Laut eigener Aussage wurde der EWKotBC im Jahr 2007 „durch den ehrenwerten ‚Reverend Imperial Wizard‘“ gegründet. Der Reverend ist bürgerlich der Berliner Peter B. (Jahrgang 1954). Ebenfalls nach eigener Aussage war Peter B. jahrelang im US-amerikanischen KKK aktiv. Dort gehörte er der Organisation Imperial Klans of America an und war in Europa für diesen Klan als Vertreter aktiv (im KKK-Jargon wird dies als „Ghoul“ bezeichnet), mit den Jahren sei er dort im Rang aufgestiegen. Die EWKotBC gründete er laut einem Bericht der Express durch Anmeldung der Website im Jahr 2007 mit der offiziellen Erlaubnis der Klan-Organisation White Legion Knights. Im deutschen Ku-Klux-Klan trägt Peter B. den Titel „Imperial Wizard“ und nimmt damit die höchste Position ein. Außerdem bezeichnet er sich selbst als „Reverend Bishop“, als „hochwürdiger Bischof“.
2009 fand eine Hausdurchsuchung bei Peter B. statt. Dabei wurden Klan-Devotionalien und eine Hitlerbüste gefunden. Auf einer Urkunde eines Klan-Mitglieds aus Mecklenburg-Vorpommern taucht der Geheimbund-Chef als „president and creator of the greatest and oldest Ku-Klux-Klan in Germany“ (deutsch: als Präsident und Gründer des größten und ältesten Ku-Klux-Klan in Deutschland) auf.
Mitte April 2011 stand Peter B. wegen Volksverhetzung und Verbreitung von Propagandamitteln verfassungswidriger Organisationen vor Gericht. Nach dem ersten Verhandlungstag hatte Peter B. den Richter in einer E-Mail als „Judensau“ bezeichnet. Er wurde zu einer Geldstrafe verurteilt, dagegen legte er Berufung ein.  Im Berufungsprozess sagten ehemalige Mitglieder gegen ihn aus und bezeichneten die Gruppe als „Idiotenfang“. Seit der Verurteilung sind keine Klanaktivitäten in Deutschland mehr bekannt.
Markus Ragusch vom Antifaschistischen Infoblatt bezweifelt, dass der Klan über nennenswerten Einfluss verfüge. Schätzungen nach belaufe es sich auf eine kleine Splitterorganisation mit weniger als zehn Mitgliedern, die sich durch die Berichterstattung im Berliner Kurier und im Express gekonnt selbst inszenieren konnte. Ulli Jentsch sprach in der Zeitschrift Der Rechte Rand von etwa zwei Dutzend Mitgliedern über das gesamte Bundesgebiet verteilt, die zum Zeitpunkt des Prozesses auf etwa zehn zusammen geschrumpft seien.
Im Jahr 2011 identifizierte der Daily Mirror den Biker Chris Hopgood als den Anführer der britischen Fraktion der European White Knights of the Burning Cross.
2019 wurde ein Fall in Schwyz bekannt, bei der sich an Fasnacht zwölf Männer als Mitglieder des Ku-Klux-Klans verkleideten. Die Männer zogen mit brennenden Fackeln und Keltenkreuz-Fahne durch den Ort. Der Auftritt sorgte schweizweit für Aufsehen und endete für die Beteiligten mit Geldbußen, wobei der Straftatbestand der Rassendiskriminierung nicht verfolgt wurde. Im April folgte eine Kundgebung gegen Rassismus, bei der es zu einer Auseinandersetzung zwischen links- und rechtsextremen Personen kam.

## Ideologie
Der europäische Ableger reiht sich in das rassistische und ultrarechte Weltbild des Ku-Klux-Klan aus den USA ein. In den Zeremonien wird eine Mischung aus christlicher Mystik und vorgeblicher Verteidigung der „Weißen Rasse“ gegen Sozialisten und andere Linke zelebriert.
Als Glaubensgrundsatz wird das Buch „Kloran“ genutzt, welches Mitglieder kommerziell erwerben können. Zielgruppe von Rekrutierungsversuchen sind 13-17-jährige weißer Hautfarbe.
Im vom Verfassungsschutz teilweise mitgelesenen E-Mail-Verkehr findet sich viel von den Methoden des Nationalsozialismus abgeleitete rassistische Rhetorik, wie z. B. „Wir werden hier Fremde im eigenen Land. Aber nicht mit uns! Jeder von uns Kluxern ist ein patriotischer Botschafter unserer Rasse, unserer germanischen Kultur und unseres christlichen Glaubens.“

## European White Knights of the Ku Klux Klan
Die European White Knights of the Ku Klux Klan (EWK KKK) werden oft mit den European White Knights of the Burning Cross verwechselt. Tatsächlich handelt es sich aber um zwei getrennt operierende Gruppierungen. Die EWK KKK  wurden am 1. Oktober 2000 gegründet und vermutlich  gegen Ende 2002 aufgelöst. Zu dieser Zeit existierte der EWKotBC noch nicht. Auch auf der Website des EWKotBC wird jegliche Verbindung geleugnet und mit Rechtsmitteln gedroht, falls jemand einen Zusammenhang herstellt.
Im Jahr 2018 gab die Bundesregierung auf eine kleine Anfrage hin bekannt, dass in Deutschland vier Ableger des Ku-Klux-Klans existieren. Neben den European White Knights of the Burning Cross seien dies die Militant Knights of the Ku-Klux-Klan - Realm of Germany, die United Northern and Southern Knights of the Ku Klux Klan und die Teutonischen Ritter des Ku Klux Klan in Deutschland - Distrikt Nordrhein-Westfalen. Insgesamt gingen die Behörden von sehr geringen Mitgliederzahlen aus.